# All'Uomo
All'Uomo är en bergstopp i Schweiz. Den ligger i distriktet Leventina och kantonen Ticino, i den sydöstra delen av landet, 110 km öster om huvudstaden Bern. Toppen på All'Uomo är 2 214 meter över havet.